# Кипарисовик туполистий
Кипарисовик туполистий, або кипарис японський (лат. Chamaecyparis obtusa; яп. 檜, 桧, ヒノキ, хінокі)  — вид кипарисовика родини кипарисових. 

## Короткі відомості
Вічнозелене дерево до 25–50 м у висоту, діаметром стовбура 1,5–2 м в основі, густою ширококонусоподібною кроною. 
Кора стовбура червоно–коричнева, гладка, в однорічних пагонів — яскраво-зелена. 
Шпильки лускоподібні, тупі, щільно притиснуті до пагонів, світло-зелені. 
Росте в горах Японії, на вологих ґрунтах північних схилів, підіймаючись до висот 600–1500 м над рівнем моря. Росте повільно.